# Citroën C5 Aircross
La Citroën C5 Aircross è una crossover SUV media prodotta dalla casa automobilistica francese Citroën dal 2017.
La seconda generazione del modello è stata lanciata nell’aprile 2025.

## Prima generazione (dal 2017)

### Storia

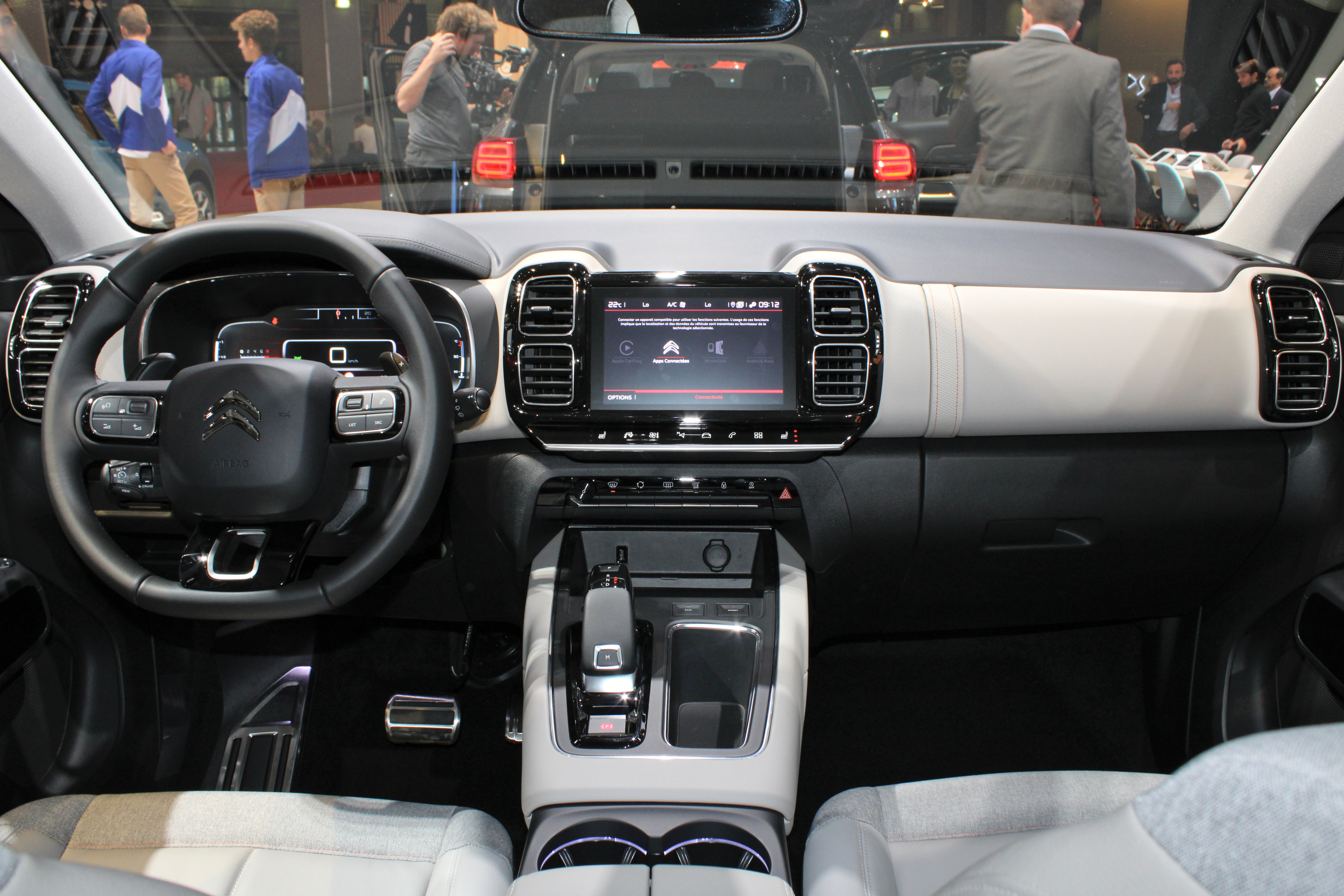
Interni

Presentata come concept car al Salone dell'automobile di Shanghai del 2015, la versione definitiva è stata presentata allo stesso salone due anni dopo e inizialmente la produzione è avvenuta nello stabilimento cinese del gruppo con le vendite sono state riservate al mercato asiatico; dal 2018 è in produzione anche nello stabilimento francese di Rennes e le prenotazioni sono state aperte in occasione del Salone dell'automobile di Parigi.
Condivide l'impostazione meccanica con altre vetture del Gruppo PSA ed è destinata a sostituire nel catalogo della casa la Citroën C4 Aircross.
Per quanto riguarda la sicurezza automobilistica, la vettura è stata sottoposta una prima volta ai test dell'Euro NCAP ottenendo il risultato di 4 stelle; il test è stato poi rifatto con la vettura equipaggiata di safety pack e il risultato è stato di 5 stelle.
Nel 2020 viene presentata la versione ibrida plug-in con un motore benzina PureTech 180 e di un motore elettrico da 80 kW per 225 CV di potenza complessiva.

### Restyling 2022

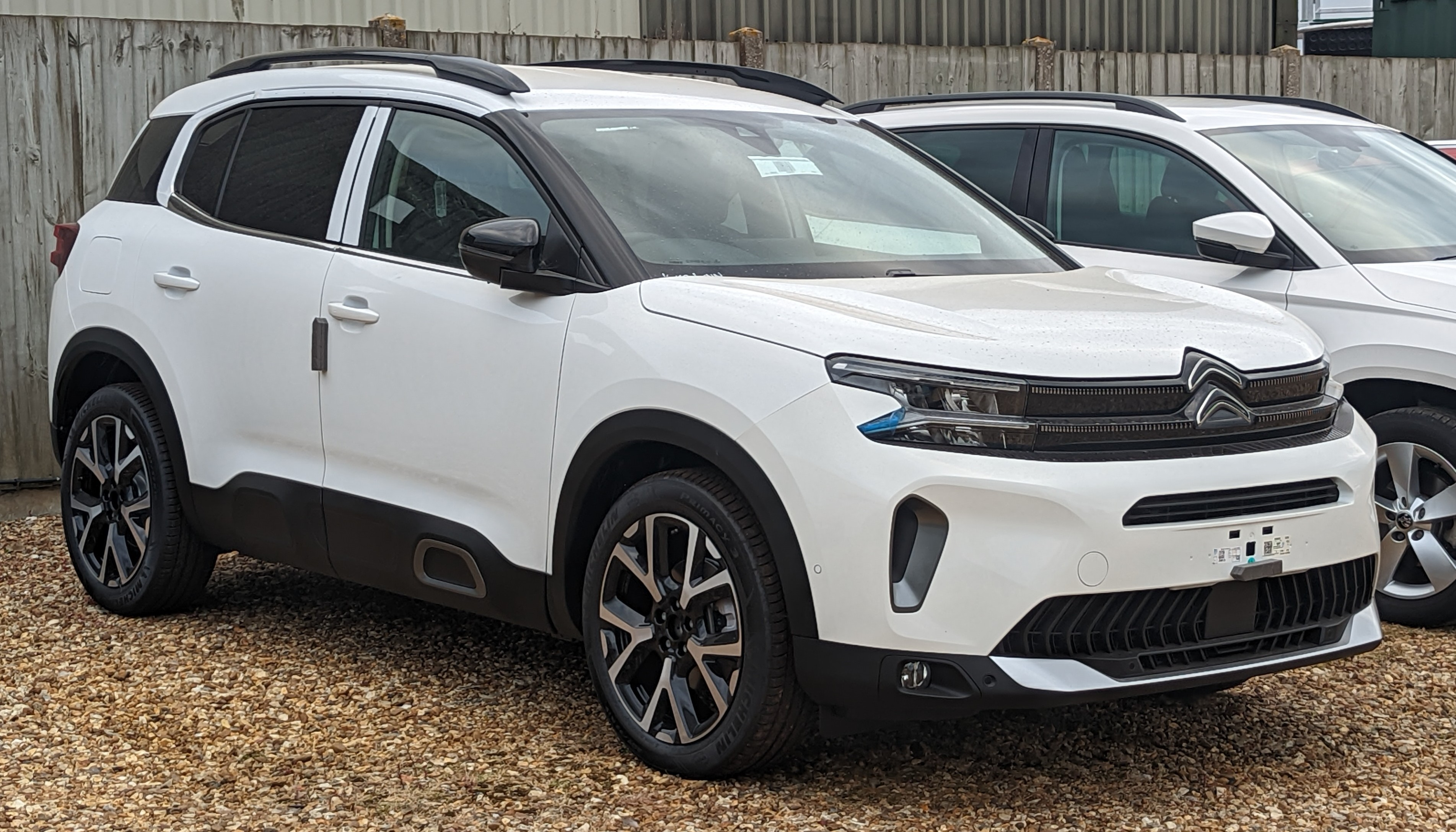
Restyling

La C5 Aircross europeo ha subìto un restyling nel gennaio 2022, con un'importante rivisitazione della parte anteriore, della parte posteriore e degli interni.
Nel marzo 2023 venne aggiunta una versione d'attacco per le motorizzazioni ibride plug-in ovvero il 1.6 PureTech 180 Plug-in Hybrid, formato dalla versione depotenziata a 150 CV del 1.6 PureTech da 180 CV, viene collegato ad una trasmissione e-EAT8 che ha, al posto del volano tradizionale, un motore elettrico da 110 CV, ottenendo una potenza complessiva di 180 CV. Nello stesso anno, più precisamente nel mese di Maggio viene resa disponibile la nuova variante Mild-Hybrid del 1.2 PureTech, portando con sé una diminuzione degli attriti interni e una distribuzione a catena al posto della cinghia a bagno d'olio. Questo motore viene collegato ad una nuova trasmissione a doppia frizione con 6 rapporti denominato e-DCS6, che ingloba in se il motore elettrico da 20 CV e 55 Nm.

### Motorizzazioni
| Modello                                    | Anno di produzione     | Motore             | Cilindrata cm³     | Potenza CV (kW)/rpm       | Coppia Nm/rpm      | Trasmissione                                                  | Peso kg            | Accelerazione s    | Velocità massima km/h | Consumi l/100km    | Emissioni g/km     |
| Versioni a benzina                         | Versioni a benzina     | Versioni a benzina | Versioni a benzina | Versioni a benzina        | Versioni a benzina | Versioni a benzina                                            | Versioni a benzina | Versioni a benzina | Versioni a benzina    | Versioni a benzina | Versioni a benzina |
| ------------------------------------------ | ---------------------- | ------------------ | ------------------ | ------------------------- | ------------------ | ------------------------------------------------------------- | ------------------ | ------------------ | --------------------- | ------------------ | ------------------ |
| 1.2 PureTech 130 S&S MT6                   | dal 10/2018            | EB2DTS             | 1199               | 130 (96)/5500             | 230/1750           | Manuale a 6 rapporti                                          | 1404               | 10.5               | 188                   | 7.7                | 149                |
| 1.2 PureTech 130 S&S EAT8                  | dal 10/2018 al 05/2023 | EB2DTS             | 1199               | 130 (96)/5500             | 230/1750           | Automatico a 8 rapporti EAT8                                  | 1460               | 10.3               | 196                   | 7.6                | 154                |
| 1.2 PureTech 136 Mild-Hybrid S&S e-DCS6    | dal 05/2023            | EB3                | 1199               | 136 (100)/5500            | 230/1750           | Automatico doppia frizione a 6 rapporti e-DCS6                | 1681               | 10.2               | 200                   | 5.7                | 128                |
| 1.6 PureTech 180 S&S EAT8                  | dal 10/2018 al 04/2021 | EP6FADTXd          | 1598               | 180 (133)/5500            | 250/1650           | Automatico a 8 rapporti EAT8                                  | 1430               | 8.2                | 215                   | 8                  | 129                |
| Versioni ibride plug-in                    |                        |                    |                    |                           |                    |                                                               |                    |                    |                       |                    |                    |
| 1.6 PureTech 180 S&S Plug-in Hybrid e-EAT8 | dal 03/2023            | EP6FDT             | 1598               | 180 [150+110]* (132)/5500 | 320/2500           | Automatico a 8 rapporti con motore elettrico integrato e-EAT8 | 1845               | 8.7                | 215                   | 1.4                | 35                 |
| 1.6 PureTech 225 S&S Plug-in Hybrid e-EAT8 | dal 03/2020            | EP6FADTXd          | 1598               | 225 [180+110]* (165)/6000 | 320/2500           | Automatico a 8 rapporti con motore elettrico integrato e-EAT8 | 1830               | 8.7                | 224                   | 1.4                | 31                 |
| Versioni a gasolio                         |                        |                    |                    |                           |                    |                                                               |                    |                    |                       |                    |                    |
| 1.5 BlueHDi 130 S&S MT6                    | dal 10/2018            | DV5RC              | 1499               | 130 (96)/3750             | 300/1750           | Manuale a 6 marce                                             | 1430               | 10.4               | 188                   | 5.9                | 108                |
| 1.5 BlueHDi 130 S&S EAT8                   | dal 10/2018            | DV5RC              | 1499               | 130 (96)/3750             | 300/1750           | Automatico a 8 rapporti EAT8                                  | 1430               | 11.8               | 188                   | 5.9                | 106                |
| 2.0 BlueHDi 180 S&S EAT8                   | dal 10/2018 al 11/2020 | DW10FC             | 1997               | 180 (130)/3750            | 400/2000           | Automatico a 8 rapporti EAT8                                  | 1540               | 8.6                | 211                   | 6.7                | 124                |

*Somma tra la potenza del motore termico e del motore elettrico

## Seconda generazione (dal 2025)

### Storia
La seconda generazione della Citroën C5 Aircross viene presentata ufficialmente il 29 aprile 2025 al Salone dell’Auto di Parigi. Il modello rappresenta un’evoluzione significativa rispetto alla prima generazione, sia in termini estetici che tecnici, e si inserisce nel piano di rinnovamento della gamma Citroën all’interno del gruppo Stellantis.
Costruita sul pianale STLA Medium e sviluppata appositamente per veicoli elettrificati, la nuova C5 Aircross adotta un design più deciso e muscoloso, con linee geometriche, passaruota ampi e nuovi gruppi ottici a LED con tecnologia Matrix nei livelli superiori. Le dimensioni aumentano rispetto al modello precedente, raggiungendo una lunghezza di 4.652 mm, una larghezza di 1.902 mm e un passo di 2.784 mm, migliorando l’abitabilità interna e la capacità del bagagliaio, che arriva a 651 litri.
L’abitacolo si rinnova completamente con il nuovo ambiente “C-Zen Lounge”, che introduce una plancia dal design orizzontale, materiali sostenibili, sedili Advanced Comfort di nuova generazione e tecnologie aggiornate. Il sistema di infotainment è gestito tramite un display verticale centrale fino a 14,6 pollici, affiancato da un quadro strumenti digitale da 10 pollici e da un head-up display a colori. Le sospensioni Progressive Hydraulic Cushions continuano a garantire un elevato livello di comfort di marcia, tratto distintivo del modello.

### Motorizzazioni
La gamma motori è completamente elettrificata, articolata in tre tipologie di propulsione: mild hybrid, plug-in hybrid e 100% elettrica.
La versione mild hybrid utilizza un motore a benzina 1.2 turbo da 136 CV, supportato da un sistema elettrico a 48 V, per una potenza complessiva di 145 CV. È abbinato a un cambio automatico e-DCS6 a doppia frizione. La plug-in hybrid (PHEV) abbina un motore a benzina da 150 CV a un motore elettrico da 125 CV, per una potenza totale di 195 CV. È dotata di una batteria da 21 kWh che consente un’autonomia in modalità elettrica di oltre 100 km (ciclo WLTP), con una percorrenza complessiva fino a 650 km. La versione 100% elettrica, denominata ë-C5 Aircross, è offerta in due configurazioni: una da 210 CV con batteria da 73 kWh (autonomia fino a 520 km WLTP) e una da 230 CV con batteria da 97 kWh, in grado di raggiungere fino a 680 km di autonomia. È prevista una futura variante a doppio motore con trazione integrale e potenza superiore, fino a 320 CV, condivisa con altri modelli basati sulla piattaforma STLA Medium.
Tutte le versioni elettriche supportano la ricarica rapida in corrente continua fino a 160 kW, che consente di passare dal 20% all’80% della carica in circa 30 minuti.